# 한나를 위한 소나타
한나를 위한 소나타(Wunderkinder)는 2012년 공개된 독일의 드라마 영화이다.

## 배역
제던 버크하드 Gedeon Burkhard
나탈리아 아벨론 Natalia Avelon
롤프 카니에스 Rolf Kanies
엘린 콜레브 Elin Kolev
이모겐 버렐 Imogen Burrell
마틸다 애더믹 Mathilda Adamik
카이 와이싱어 Kai Wiesinger